# 马尔科姆·利普克
马尔科姆·利普克 (1953年10月31日出生)，美国画家，生于明尼阿波利斯。他于洛杉矶的设计学院艺术中心进修，不过一年半后退学。之后赴纽约自学美术，开始模仿萨金特、德加、劳特雷克、委拉斯开支、惠斯勒等人的风格。
他曾为《时代》、《新闻周刊》、《福布斯》、《财富》设计封面，其作品主要被史密斯学会和布鲁克林博物馆收藏。他主要创作象征性画作，经常以感官快乐和内省作主题。代表作有《女孩的夜晚》等。